# Honeysuckle Rose
Honeysuckle Rose es una banda sonora del músico estadounidense Willie Nelson publicado por la compañía discográfica Columbia Records en julio de 1980. El álbum es la banda sonora de la película homónima, protagonizada por Nelson, e incluye canciones del músico y de otros artistas como Kenneth Threadgill, Emmylou Harris, Johnny Gimble, Hank Cochran, Jeannie Seely y Dyan Cannon.
La canción «On the Road Again» fue nominada al Óscar a la mejor canción original en la 53.ª edición de los premios.

## Lista de canciones
1. "On the Road Again" (Willie Nelson)
2. "Pick Up the Tempo" (Nelson)
3. "Heaven or Hell" (Nelson)
4. "Fiddlin' Around" (Johnny Gimble)
5. "Blue Eyes Crying in the Rain" (Fred Rose)
6. "Working Man Blues" (Jody Payne)
7. "Jumpin' Cotton Eyed Joe" (Gimble)
8. "Whiskey River" (Nelson)
9. "Bloody Mary Morning" (Nelson)
10. "Loving Her Was Easier (Than Anything I'll Ever Do Again)" (Kristofferson)
11. "I Don't Do Windows" (Hank Cochran)
12. "Coming Back to Texas" (Kenneth Threadgill)
13. "If You Want Me To Love You I Will" (Amy Irving)
14. "It's Not Supposed to Be That Way" (Nelson)
15. "You Show Me Yours (And I'll Show You Mine)" (Kristofferson)
16. "If You Could Touch Her at All" (Nelson)
17. "Angel Flying Too Close to the Ground" (Nelson)
18. "I Guess I've Come to Live Here in Your Eyes" (Nelson)
19. "Angel Eyes" (Nelson, Emmylou Harris)
20. "So You Think You're a Cowboy" (Harris)
21. "Make the World Go Away" (Cochran, Jeannie Seely)
22. "Two Sides to Every Story" (Cannon)
23. "A Song for You" (Nelson)
24. "Uncloudy Day" (Cannon, Nelson)

## Posición en listas
| País           | Lista                   | Posición |
| -------------- | ----------------------- | -------- |
| Australia      | Australian Albums Chart | 34       |
| Canadá         | Canadian Albums Chart   | 24       |
| Estados Unidos | Billboard 200           | 11       |
| Estados Unidos | Top Country Albums      | 1        |